# Синергія
Синергі́я (від грец. συνεργία — (грец. σύν) разом; (грец. ἔργον) той, що діє, дія) — це сумарний ефект, який полягає у тому, що при взаємодії двох або більше факторів їхня дія суттєво переважає ефект кожного окремого компонента у вигляді простої їхньої суми.
Наприклад:
- користі від клавіатури, системного блока, чи дисплею майже немає, доки їх не з'єднати разом.
- кожен із факторів якості життя, як і самого процесу життя, має частку в сумарному процесі, а саме життя не може бути явищем розрізнених процесів і явищ, і проявляє саме синергізм замість взаємодії потоків явищ і процесів на системному рівні — в процесі системогенезу.
- з'єднання трьох і більше шматків радіоактивного матеріалу при перевищені критичної маси в сумі дають виділення енергії, яке перевищує випромінювання енергії простого сумування окремих шматків.
- знання і зусилля кількох людей можуть організовуватися таким чином, що вони взаємно посилюються. Приблизно це явище описує нададитивний ефект — стан речей, котрий як правило передається за допомогою фрази «ціле більше суми окремих частин»
- прибуток після злиття двох компаній переважає суму прибутків цих компаній до об'єднання.
- ціле більше простої суми своїх частин (Арістотель)